# Scaphiodontophis annulatus
Espèce
Synonymes
- Enicognathus annulatus Duméril, Bibron & Duméril, 1854
- Sibynophis zeteki Dunn, 1930
- Sibynophis annulatus hondurensis Schmidt, 1936
- Scaphiodontophis carpicinctus Taylor & Smith, 1943
- Scaphiodontophis zeteki (Dunn, 1930)
- Scaphiodontophis cyclurus Taylor & Smith, 1943
- Scaphiodontophis nothus Taylor & Smith, 1943
- Scaphiodontophis albonuchalis Taylor & Smith, 1943

Statut de conservation UICN

 LC  : Préoccupation mineure
Scaphiodontophis annulatus est une espèce de serpents de la famille des Colubridae.

## Répartition
Cette espèce se rencontre :
- au Mexique dans les États du Yucatan et de Puebla ;
- au Belize ;
- au Guatemala ;
- au Honduras ;
- au Salvador ;
- au Nicaragua ;
- en Colombie.

Sa présence est incertaine au Panama.

## Liste des sous-espèces
Selon The Reptile Database (4 septembre 2013) :
- Scaphiodontophis annulatus annulatus (Duméril, Bibron & Duméril, 1854)
- Scaphiodontophis annulatus dugandi Henderson, 1984
- Scaphiodontophis annulatus hondurensis (Schmidt, 1936)
- Scaphiodontophis annulatus nothus Taylor & Smith, 1943

## Publications originales
- Duméril, Bibron & Duméril, 1854 : Erpétologie générale ou histoire naturelle complète des reptiles. Tome septième. Première partie, p. 1-780 (texte intégral).
- Henderson, 1984 : Scaphiodontophis (Serpentes: Colubridae): Natural history and test of a mimicry-related hypothesis, p. 185-194 in Seigel, Hunt, Knight, Malaret & Zuschlag, 1984 : Vertebrate Ecology and Systematics. University of Kansas publications, Museum of Natural History, Special publication, vol. 10, p. 1-278 (texte intégral).
- Schmidt, 1936 : New amphibians and reptiles from Honduras in the Museum of Comparative Zoology. Proceedings of the Biological Society of Washington, vol. 49, p. 43-50 (texte intégral).
- Taylor & Smith, 1943 : A review of American Sibynophine snakes, with a proposal of a new genus. University of Kansas Science Bulletin, vol. 29, no 6, p. 301-337 (texte intégral).